# Papa Giovanni XIV
Giovanni XIV, nato Pietro Canepanova (Pavia, ... – Roma, 20 agosto 984), è stato il 136º papa della Chiesa cattolica dal 983 alla sua morte. È stato il primo papa lombardo.

## Biografia

### Origini e carriera ecclesiastica
Pietro Canepanova nacque a Pavia, e prima della sua elevazione al soglio pontificio fu vescovo della sua città natale dal 971 e arcicancelliere imperiale di Ottone II. Favorito dagli Ottoni, in special modo dalla moglie di Ottone II, l'imperatrice bizantina Teofano, il futuro Giovanni XIV percorse una rapida carriera ecclesiastica che lo vide, oltre a diventare vescovo di Pavia, anche un esponente della corte imperiale tedesca, presso la quale soggiornò nel giugno del 980.

### Vescovo di Pavia
Dell'episcopato pavese di Pietro, durato dal 971 al 983, non si conosce molto, se non che ottenne numerosi privilegi per la sua sede e che cercò di occuparsi di alcuni monasteri della diocesi, ma posti sotto le dirette dipendenze del papato, scontrandosi con quest'ultimo. Per il resto, a causa dei suoi continui spostamenti, Pietro non ebbe probabilmente il tempo di dedicarsi ad una vera e propria attività pastorale.

### Il pontificato

#### Elezione e cambio del nome

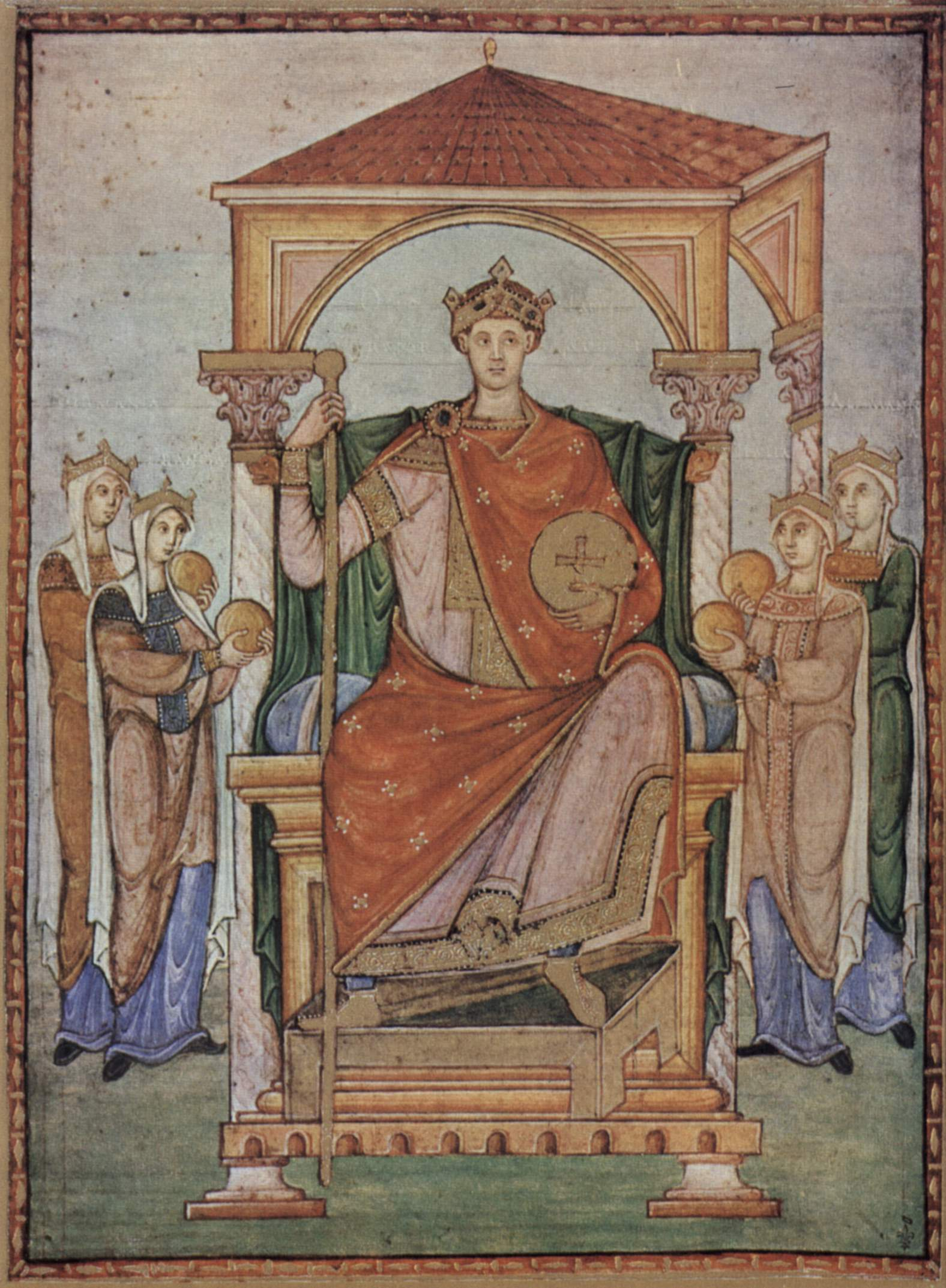
Maestro del Registrum Gregorii, Ottone II con i simboli delle quattro parti del suo impero, pergamena, 985 ca, Musée Condé, Chantilly, Francia.

Dopo che la dinastia ottoniana restaurò una salda autorità imperiale, le elezioni pontificie risultavano il frutto della volontà dell'imperatore di porre sul soglio petrino un suo candidato. Dopo la morte di Benedetto VII (novembre 983), Ottone II pensò a Maiolo, abate di Cluny, uomo rinomato per la sua santità; ma dal momento che quest'ultimo rifiutò una così elevata dignità spirituale, l'imperatore tedesco fece ricadere la sua scelta sul suo arcicancelliere, al momento della nomina cardinale diacono. Presumibilmente, la nomina avvenne in novembre, ma i primi atti del suo pontificato si registrano a partire dal mese successivo.
Dal momento che il suo nome originale era Pietro, Canepanova decise di cambiarlo in segno d'umiltà per evitare di essere collegato a San Pietro stesso. Dopo Giovanni II (Mercurio), Giovanni III (Catelino) e Giovanni XII (Ottaviano), egli fu il quarto dei pontefici a cambiare nome.

#### Nomina di cardinali
Durante il suo pontificato papa Giovanni XIV nominò un solo cardinale: Giovanni, nominato cardinale vescovo di Sabina.

#### La morte di Ottone II e la caduta
Ottone II, però, morì pochissimo tempo dopo l'elezione del pontefice, il 7 dicembre, mentre si trovava ancora a Roma, alla giovanissima età di 28 anni, dopo essersi comunicato dal pontefice stesso. La famiglia imperiale, con a capo la vedova Teofano quale reggente per il figlioletto di tre anni Ottone, decise di ritornare in Germania, dove doveva respingere la minaccia al trono rappresentata da Enrico duca di Baviera.

#### Il ritorno di Bonifacio VII e la morte
Rimasto senza la protezione dell'imperatore, Giovanni XIV nulla poté contro le famiglie più potenti di Roma, che non avevano rapporti di alleanza con questo rappresentante dell'imperatore. Pertanto i Crescenzi, guidati da Giovanni Crescenzi II detto "Nomentano", esponente di spicco della fazione filo-bizantina in Roma, fecero tornare Francone di Ferruccio (cioè l'Antipapa Bonifacio VII) da Costantinopoli con il sostegno dell'imperatore bizantino, Basilio II Bulgaroctono, ostile all'Impero Germanico per via della sua politica espansionistica nel Meridione.
Pertanto Bonifacio VII, rientrato a Roma nella primavera del 984, fu reintegrato come pontefice dai suoi sostenitori e nell'aprile, in un sinodo indetto dall'antipapa, Giovanni fu deposto e imprigionato a Castel Sant'Angelo dove morì quattro mesi dopo, per fame o per avvelenamento, esattamente il 20 agosto.

### L'oltraggio al cadavere e la sepoltura
Il Liber pontificalis ci riporta anche del trattamento inumano riservato al papa deposto dopo la sua morte:
(Liber Pontificalis, p. 259)
Fu sepolto, poi, in San Pietro, probabilmente dopo l'interregno dell'antipapa Bonifacio VII.

## Papa Giovanni XIV bis
Nel corso dei secoli, si è sostenuto che tra l'elezione di Giovanni XIV e quella di Giovanni XV ci fosse stato un cardinale diacono di nome Giovanni che si sarebbe fatto incoronare pontefice in contrapposizione all'antipapa Bonifacio VII. Frutto di un errore del Liber pontificalis e degli storici Mariano Scoto e Goffredo da Viterbo, Giovanni XIV bis è oggi escluso dalla lista dei pontefici dell'Annuario pontificio.